# Musée-librairie du compagnonnage
Musée-librairie du compagnonnage (Muzeum-knihkupectví společenstev) je soukromé muzeum v Paříži. Nachází se v 6. obvodu v ulici Rue Mabillon. Muzeum se zaměřuje na dějiny francouzských řemeslných společenstev. Je umístěno v sídle bývalého společenstva tesařů. Muzeum spravuje Fédération compagnonnique des métiers du Bâtiment (Federace společenství stavebních řemesel).